# Neversoft
Neversoft was een ontwikkelaar van computerspellen. Het bedrijf werd in 1994 opgericht door Joel Jewett, Mick West en Chris Ward. Neversoft staat het meest bekend om Tony Hawk's-serie. In 1999 werd het bedrijf eigendom van Activision. In mei 2014 ging het bedrijf op in Infinity Ward.

## Speloverzicht
| Jaar | Spel                                                                | Console                                                            | Noot                         |
| ---- | ------------------------------------------------------------------- | ------------------------------------------------------------------ | ---------------------------- |
| 1996 | Skeleton Warriors                                                   | PlayStation, Sega Saturn                                           |                              |
| 1997 | MDK                                                                 | PlayStation                                                        |                              |
| 1998 | Apocalypse                                                          | PlayStation                                                        |                              |
| 1998 | Apocalypse European                                                 | PlayStation                                                        |                              |
| 1999 | Tony Hawk's Pro Skater                                              | PlayStation                                                        |                              |
| 1999 | Tony Hawk's Pro Skater European                                     | PlayStation                                                        |                              |
| 2000 | Tony Hawk's Pro Skater 2                                            | PlayStation, Sega Dreamcast                                        |                              |
| 2000 | Spider-Man                                                          | PlayStation, Nintendo 64                                           |                              |
| 2001 | Tony Hawk's Pro Skater 3                                            | Nintendo GameCube, PlayStation 2                                   |                              |
| 2001 | Tony Hawk's Pro Skater 2x                                           | Xbox                                                               |                              |
| 2002 | Tony Hawk's Pro Skater 3                                            | Xbox                                                               |                              |
| 2002 | Tony Hawk's Pro Skater 3 European                                   | Xbox                                                               |                              |
| 2002 | Tony Hawk's Pro Skater 4                                            | Xbox, Nintendo GameCube PlayStation 2                              |                              |
| 2003 | Tony Hawk's Pro Skater 4                                            | Hybrid Windows/Mac                                                 |                              |
| 2003 | Tony Hawk's Underground                                             | Nintendo GameCube, PlayStation 2, Xbox                             |                              |
| 2004 | Tony Hawk's Underground 2                                           | Nintendo GameCube, PC, PlayStation, Xbox                           |                              |
| 2005 | Tony Hawk's American Wasteland                                      | Nintendo GameCube, PlayStation 2, Xbox, Xbox 360                   |                              |
| 2005 | Tony Hawk's American Wasteland Collector's Edition                  | PlayStation 2                                                      |                              |
| 2005 | GUN                                                                 | Nintendo GameCube, PlayStation 2, PC, Xbox, Xbox 360               |                              |
| 2005 | 2 in 1 Game Pack: Tony Hawk's Underground/Kelly Slater's Pro Surfer | Gameboy Advance                                                    |                              |
| 2006 | Tony Hawk's American Wasteland                                      | PC                                                                 |                              |
| 2006 | Tony Hawk's Project 8                                               | PlayStation 2, PlayStation 3, PlayStation Portable, Xbox, Xbox 360 |                              |
| 2007 | Guitar Hero III                                                     | PlayStation 3, Xbox 360                                            | Nieuwe aanwinst van Harmonix |
| 2013 | Call of Duty: Ghosts (Extinction Mode)                              | PlayStation 3, Xbox 360, PC, PS4 & Xbox One                        |                              |